# Firestreak
A de Havilland Blue Jay, későbbi nevén  Firestreak kis hatótávolságú, infravörös önirányítású légiharc-rakéta volt, melyet az Egyesült Királyságban fejlesztettek ki a Fireflash rakéta leváltására. Továbbfejlesztésével hozták létre utódját, a Red Top rakétát.